# Peste en Lorraine
Liste des épidémies de peste en Lorraine :
- vers 1500 : épidémie

Le compte de 1507, pour la prévôté de Châtenois, parle de la réduction accordée « à cause de la peste qui y avait régné ».
- 1585 : Après quelques années de tranquillité, la peste reparaît en Lorraine.

La prévôté de Châtenois est particulièrement éprouvée, comme l'attestent les comptes de 1586, de 1593 et de 1596. En dix ans, Châtenois est réduit de 900 habitants à 350 et Houécourt en perd 100 sur 280. Viocourt, Balleville, Rainville, Gironcourt, Dommartin, le ban de Biécourt sont atteints dans les mêmes proportions. Il ne reste à Auzainvilliers qu'un seul conduit. La mairie de La Rivière est anéantie alors qu'en 1560 elle comptait 40 conduits disséminés sur les bords du Vair et de la Vraine, à Viocourt, Balleville, Saint-Paul, Dommartin et Removille. Après avoir déjà beaucoup souffert des ravages des Reîtres (« Les maisons sont presque toutes désertes, disait le receveur de Châtenois à la Chambre des Comptes, il n'y reste que 13 conduits. »), et après le passage de la peste, « il n'y a nul conduit ».
- 1630 : la peste fait son apparition vers Pâques, pour ne cesser définitivement qu’en 1637, ayant enlevé plus du quart de la population.

Rien que dans la prévôté de Gondreville, plusieurs villages furent complètement dépeuplés : Mont-le-Vignoble ne conserva que deux ou trois habitants; Bagneux demeura longtemps désert; Aingeray fut complètement ruiné; Malzey, près d'Aingeray y perdit la majorité de ses habitants.
Pour 1630, les actes paroissiaux de Gondreville comptent 18 décès enregistrés (avec un grand « vide » entre le 28 mars et le 10 septembre), dont 6 « de peste ». Si le premier cas signalé par le registre des décès n'est que du 4 octobre, la maladie a dû terrasser tellement d'habitants depuis le printemps que le curé ou rédacteur ne semble pas avoir eu le temps de « suivre » l'actualité nécrologique, alors que les registres des baptêmes et des mariages paraissent exhaustifs.
Entre 1635 et 1639, les registres paroissiaux de Raon-l'Étape enregistrent 574 décès, soit 70 % de la population. Pour les derniers mois de 1635 les décès s'élèveront à 344.